# Tic Tac
Tic Tac sind kleine Lutschdragees des italienischen Unternehmens Ferrero.

## Geschichte
Im Jahr 1969 wurde Tic Tac erstmals in den Vereinigten Staaten von Ferrero auf den Markt gebracht. Die Markteinführung in Deutschland erfolgte im Jahr 1972 zunächst unter dem Namen „Refreshing“, nach einem Jahr wurde es umbenannt auf den Namen Tic Tac. Tic Tac ist hauptsächlich in drei Varianten erhältlich: Tic Tac Fresh Mint (1972), Tic Tac Fresh Orange (1975) und seit 2013 Strawberry Mix. Seit 2003 sind auch limitierte Sommer- oder Jahressorten erhältlich. Seit 2007 wird auch in Deutschland das neue „tic tac“-Logo verwendet. Den Sommersorten von Tic Tac wird seit 2006 Vitamin C zugesetzt. 

## Geschmacksrichtungen in Deutschland

### Normale Box (18 g mit 37 Dragees)
- fresh orange (Erste Sorte)
- fresh mint
- apple mix

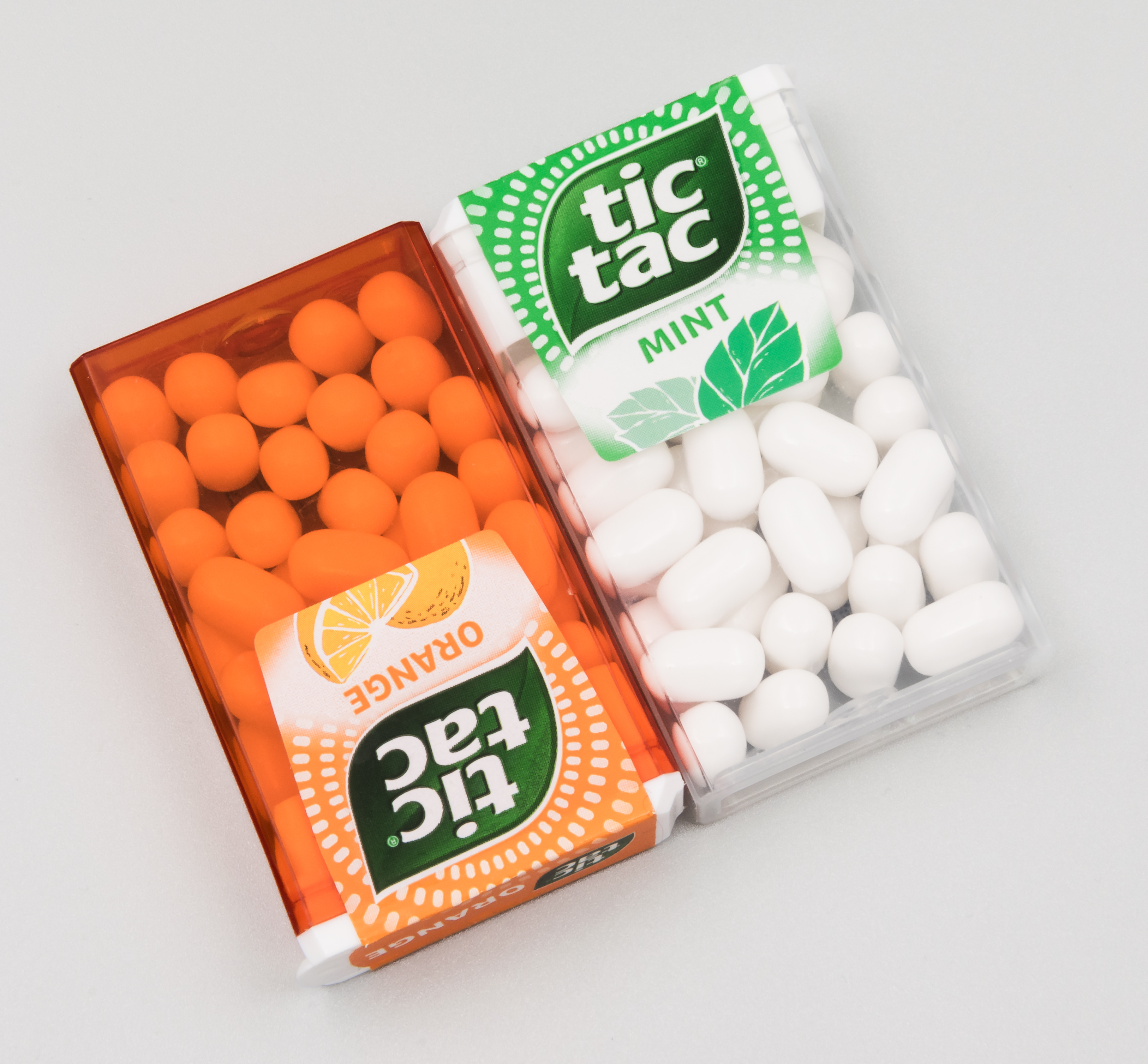
Zwei Standard-Schachteln Tic Tac in den Sorten Fresh Orange und Fresh Mint

- fresh Cinnamon (Limited Edition 2003, 2004)
- fresh spearmint (Limited Edition 2003) / Spearmint (Limited Edition Winter 2007)
- fresh Lemon mint (Limited Edition 2003, 2004)
- Maracuja mint (Limited Edition 2004)
- Cherry mint (Limited Edition 2005, Winter 2007)
- fresh Grapefruit (Limited Edition 2006)
- fresh Maracuja (Limited Edition 2006) / Maracuja (Limited Edition 2007)
- Acerola Kirsche (Limited Edition 2006)
- Mango (Limited Edition 2007)
- Tropical Acerola (Limited Edition 2007)
- fresh Melons (Limited Edition Sommer 2008)
- Eukalyptus mit Honiggeschmack (Limited Edition Winter 2008)
- Piña Colada (Limited Edition Sommer 2009)
- Eukalyptus mit Honiggeschmack (Limited Edition Winter 2009)
- Waldfrüchte mit Honiggeschmack (Limited Edition 2009)
- Alpenkräuter mit Honiggeschmack (Limited Edition 2009)
- Pfirsich-Maracuja (Limited Edition 2010)
- Zitrone-Honig (Limited Edition Winter 2010)
- Banana-Minions (Limited Edition Sommer 2015)

### Mittlere Box (54 g mit 110 Dragees)
- fresh orange (Erste Sorte)
- fresh mint
- strawberry mix
- apple mix
- Mixers  Beeren Mix Limo
- Mixers  Wassermelone Limette Minze
- emotions edition
- Around the World
- Maracuja mint (Limited Edition 2004)
- 4 fruits 4 fun (Limited Edition 2006)
- fresh Lemon (Limited Edition 2007)
- Maracuja (Limited Edition Sommer 2008)
- Acerola (Limited Edition Sommer 2008)
- Kräuter mit Honiggeschmack (Limited Edition Winter 2008)
- Spearmint (Limited Edition Winter 2008)
- Popcorn (Limited Edition Frühjahr 2015)
- Coca-Cola® (Limited Edition Winter 2019)
- Citrus mix

### Große Box (98 g mit 200 Dragees)
- fresh orange (Erste Sorte)
- fresh mint
- strawberry mix
- apple mix
- Around the World
- emotions edition
- Coca-Cola® (Limited Edition Winter 2019)

### Spezielle Boxen
- King Size Wildberries Fruity mints
- King Size Peppermint Refreshing mints
- Icegloo Cool Acerola
- Icegloo Cool Mint

## Sorten weltweit
- Extra Strong mint (2003, Importe auch in Deutschland)
- Hexa (Limited Edition Brasilien 2006)
- Carnival (Limited Edition Brasilien 2007)
- King Size Liquorice Mint (Italien)
- fruity Mix (2021)(Deutschland)

- Silvers Orange
- Silvers mint
- Bold! mint (USA)
- Bold! Fruit (USA)
- Bold! Berry Sour (USA)
- Bold! Apple Sour (USA)
- Fruit Festival 100 Box (Limited Edition USA 2006–2007 als Fruit Fantasy)
- Orange Twist (Limited Edition USA 2006)
- Citrus Twist (Limited Edition USA 2006 – ins Fixsortiment übernommen)
- Wintergreen (USA)
- Powermint (USA)
- Tropical Twist (Maracuja UK – Soll die Sorte Orange ablösen)
- Winter Warmer (Limited Edition – Cinnamon UK)
- Pink Grapefruit (Limited Edition Frankreich 2007 sowie Italien 2006)
- Cherry Passion (Limited Edition USA 2007)
- Eucalyptus (Winter Edition in Ungarn, Polen, Tschechien und Slowakei)
- Melon Mix (Sommersorte 2008 in Europa, auch mit dem Namen Fresh Melons)
- Fruit Punch (Limited Edition USA 2008)
- Up! (Passion Fruit und Acerola in Brasilien 2008)
- Chill Paradise Mint
- Chill Exotic Cherry
- Fantasy (Sommersorte 2009 in Ungarn)
- Mango Melon (Limited Edition 2009 in den USA)
- Holiday Twist (Limited Edition 2009 in den USA)
- Popcorn (Frühjahr 2015)
- Die Simpsons Blaubeere, Bubble Gum, Donut (Herbst 2016) und Buzz Cola (April 2017)

## Bestandteile
Die folgenden Angaben gelten für fresh mints:

### Inhaltsangaben
| pro 100 g          |        |               |       |
| Brennwert          | Eiweiß | Kohlenhydrate | Fett  |
| 1685 kJ (397 kcal) | 0,1 g  | 97,5 g        | 0,5 g |

| pro Dragee (zirka 0,5 g) |        |               |      |
| Brennwert                | Eiweiß | Kohlenhydrate | Fett |
| 8 kJ (2 kcal)            |        | 0,5 g         |      |

### Zutaten
Zucker, Maltodextrin, Fruktose, Verdickungsmittel Gummi arabicum, Reisstärke, Trennmittel Magnesiumsalze der Speisefettsäuren, Aromen, Pfefferminzöl, Überzugsmittel Carnaubawachs.